# Dead Girl
Dead Girl is een Amerikaanse komische horrorfilm uit 1996, geschreven en geregisseerd door Adam Coleman Howard. De hoofdrollen worden vertolkt door Anne Parillaud, Adam Coleman Howard, Amanda Plummer, Seymour Cassel, Famke Janssen en Val Kilmer.

## Verhaal
Ari Rose, een mislukte acteur, valt voor een mooie vrouw genaamd Helen-Catherine, maar wurgt haar wanneer ze hem afwijst. Ari neemt vervolgens de dode vrouw mee naar huis, heeft seks met haar lijk en gaat geloven dat ze nog leeft en verliefd op hem is. Hij neemt haar al snel mee in het openbaar zonder dat iemand haar toestand lijkt op te merken.

## Rolverdeling
| Acteur              | Personage            |
| ------------------- | -------------------- |
| Anne Parillaud      | Helen-Catherine Howe |
| Adam Coleman Howard | Ari Rose             |
| Amanda Plummer      | Frida                |
| Seymour Cassel      | Ira Golub            |
| Famke Janssen       | Treasure             |
| Val Kilmer          | Dr. Dark             |
| Ken Lerner          | Producer             |
| Emily Lloyd         | Moeder               |
| Welker White        | Gwyneth              |
| Teri Hatcher        | Voorbijganger        |

## Productie
De film is nooit officieel uitgebracht in de Verenigde Staten. Dead Girl was een experimentele productie en was niet bedoeld als een commerciële bioscoopfilm. Desondanks dook de film wel op als direct-naar-video in internationale gebieden, waaronder: Japan, Brazilië en Griekenland. De originele filmmuziek werd gecomponeerd door Jan A.P. Kaczmarek.